# Explorer 6
O Explorer 6 (também chamado de 1959-004A ou S-2)  foi um satélite estadunidense de pesquisas terrestres e espaciais. Foi lançado com o objetivo de pesquisar raios cósmicos, geomagnetismo, a propagação de rádio nas altas camadas da atmosfera superior (ionosfera, exosfera) e o fluxo de micrometeoritos. 

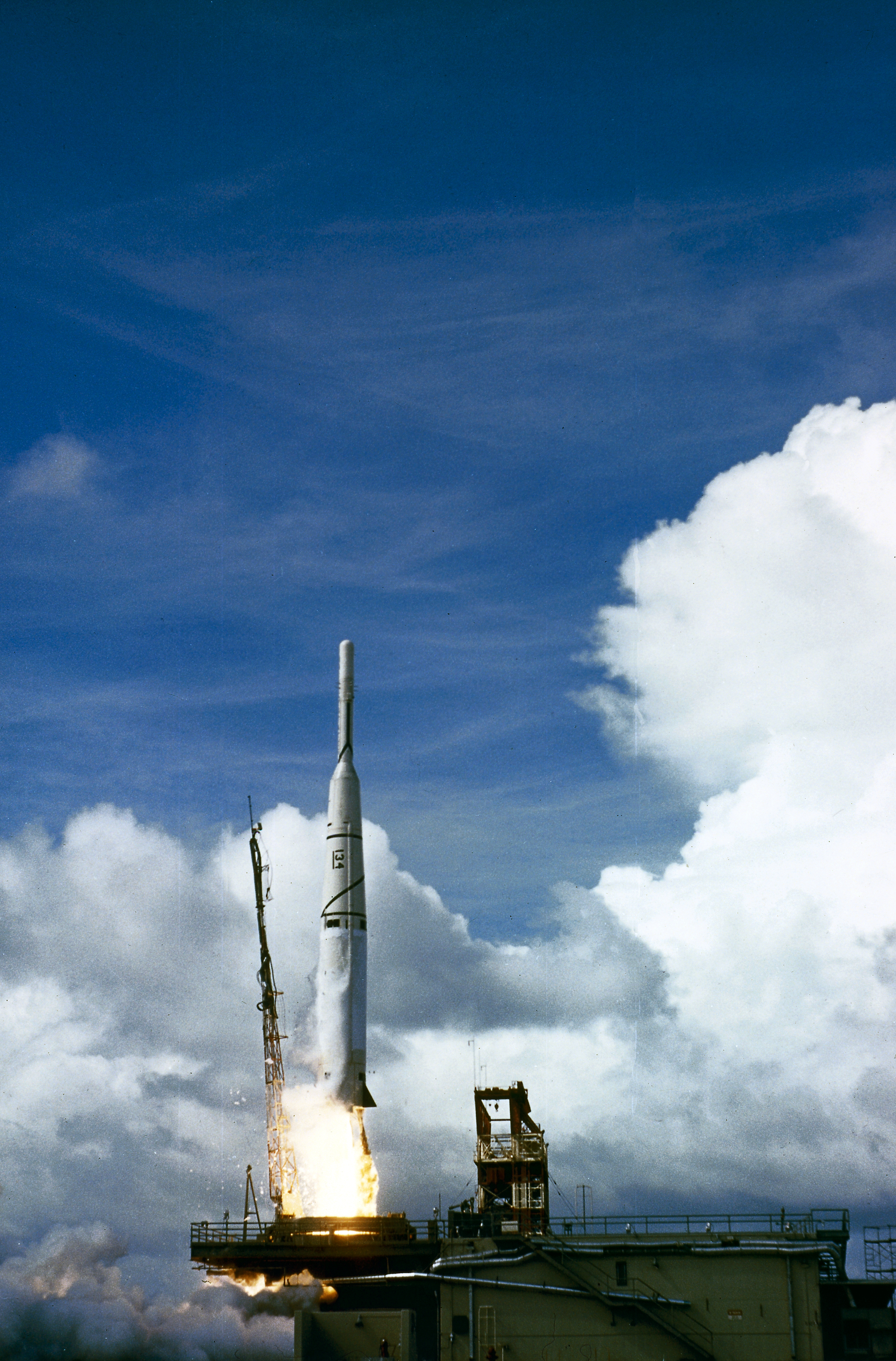
O lançamento do Explorer 6.

Foi lançado em 7 de agosto de 1959 dos Estados Unidos através de um foguete Thor. Este satélite foi o primeiro do Programa Explorer a ser lançado pela NASA (os anteriores haviam sido lançados pela Army Ballistic Missile Agency).

## Missão
O satélite foi estabilizado em rotação a 2,8 rotações por segundo (rps), com a direção do eixo de rotação tendo uma ascensão reta de 217° e uma declinação de 23°. Quatro pás de células solares montadas perto de seu equador recarregavam as baterias de armazenamento enquanto estavam em órbita. Cada experimento, exceto o scanner de televisão, tinha duas saídas, digital e analógica. Um transmissor de ultra alta frequência (UHF) foi usado para a telemetria digital e o sinal de TV. Dois frequência muito alta (VHF) transmissores foram usados para transmitir o sinal analógico. Os transmissores VHF foram operados continuamente. O transmissor UHF foi operado por apenas algumas horas por dia. Apenas três das pás de células solares foram totalmente erguidas, e isso ocorreu durante a rotação, e não antes da rotação, conforme planejado. Consequentemente, a operação inicial da fonte de alimentação da carga útil foi de 63% nominal, e isso diminuiu com o tempo. A potência diminuída causou uma relação sinal-ruído mais baixa afetando a maioria dos dados, especialmente perto do apogeu. Um transmissor VHF falhou em 11 de setembro de 1959, e o último contato com a carga foi feito em 6 de outubro de 1959, momento em que a corrente de carregamento da célula solar caiu abaixo do necessário para manter o equipamento do satélite.
A órbita do satélite decaiu em 1º de julho de 1961.
Um total de 827 horas de dados analógicos e 23 horas de dados digitais foram obtidos. 

## Links exernos
- NASA's Explorer Missions
- Space Technology Laboratories Documents Archive
- Scientific findings from Explorer VI